# Zapasy na Letnich Igrzyskach Olimpijskich 2000 – kategoria do 58 kg w stylu wolnym
Zmagania mężczyzn do 58 kg to jedna z ośmiu męskich konkurencji w zapasach w stylu wolnym rozgrywanych podczas Letnich Igrzysk Olimpijskich 2000. Pojedynki w tej kategorii wagowej odbyły się w dniach 29 września – 1 października.

## Klasyfikacja[1]
| Pozycja | Nazwisko                  | Kraj              |
| ------- | ------------------------- | ----------------- |
| 1       | Alireza Dabir             | Iran              |
| 2       | Jewhen Busłowycz          | Ukraina           |
| 3       | Terry Brands              | Stany Zjednoczone |
| 4       | Damir Zachartdinow        | Uzbekistan        |
| 5       | Dawit Poghosiani          | Gruzja            |
| 6       | Martin Berberian          | Armenia           |
| 7       | Murad Ramazanow           | Rosja             |
| 8       | Alaksandr Huzau           | Białoruś          |
| 9       | Arif Abdullayev           | Azerbejdżan       |
| 10      | Chwitsa Polichronidis     | Grecja            |
| 11      | Ri Yong-sam               | Korea Północna    |
| 12      | Octavian Cuciuc           | Mołdawia          |
| 13      | Gia Sissaouri             | Kanada            |
| 14      | Othmar Kuhner             | Niemcy            |
| 15      | Harun Doğan               | Turcja            |
| 16      | Andrej Fašánek            | Słowacja          |
| 17      | Cory O’Brien              | Australia         |
| 18      | Abił Ibragimow            | Kazachstan        |
| 19      | Talata Embalo             | Gwinea Bissau     |
| DQ      | Ojuunbilegijn Pürewbaatar | Mongolia          |

- Ojuunbilegijn Pürewbaatar zajął piąte miejsce, ale został zdyskwalifikowany z doping, Furosemid

## Zasady[2]
- PP — Na punkty (Pokonany zdobył punkty)
- PO — Na punkty (Pokonany bez punktów)
- ST — Przewaga (10 punktów różnicy, pokonany bez punktów)
- SP — Przewaga (10 punktów różnicy, pokonany zdobył punkty)
- TO — Nokaut
- EF — Walkower

## Wyniki[3]

### Rundy eliminacyjne

#### Grupa 1
| Zawodnik      | Walki | W | P | Punkty | Punkty techniczne |
| ------------- | ----- | - | - | ------ | ----------------- |
| Alireza Dabir | 2     | 2 | 0 | 7      | 13                |
| Gia Sissaouri | 2     | 1 | 1 | 4      | 0                 |
| Talata Embalo | 2     | 0 | 2 | 0      | 0                 |

|               | Punkty techniczne |               | Punkty |
| ------------- | ----------------- | ------------- | ------ |
| Alireza Dabir | 10–0              | Talata Embalo | 4–0 ST |
| Gia Sissaouri | 0–3               | Alireza Dabir | 0–3 PO |
| Talata Embalo | WO                | Gia Sissaouri | 0–4 EF |

#### Grupa 2
| Zawodnik                  | Walki | W | P | Punkty | Punkty techniczne |
| ------------------------- | ----- | - | - | ------ | ----------------- |
| Ojuunbilegijn Pürewbaatar | 2     | 2 | 0 | 6      | 15                |
| Alaksandr Huzau           | 2     | 1 | 1 | 5      | 15                |
| Cory O’Brien              | 2     | 0 | 2 | 1      | 4                 |

|                           | Punkty techniczne |                           | Punkty |
| ------------------------- | ----------------- | ------------------------- | ------ |
| Cory O’Brien              | 0–9               | Ojuunbilegijn Pürewbaatar | 0–3 PO |
| Alaksandr Huzau           | 14–4              | Cory O’Brien              | 4–1 SP |
| Ojuunbilegijn Pürewbaatar | 6–1               | Alaksandr Huzau           | 3–1 PP |

#### Grupa 3
| Zawodnik         | Walki | W | P | Punkty | Punkty techniczne |
| ---------------- | ----- | - | - | ------ | ----------------- |
| Dawit Poghosiani | 2     | 2 | 0 | 6      | 7                 |
| Ri Yong-sam      | 2     | 1 | 1 | 4      | 6                 |
| Andrej Fašánek   | 2     | 0 | 2 | 2      | 2                 |

|                  | Punkty techniczne |                  | Punkty |
| ---------------- | ----------------- | ---------------- | ------ |
| Ri Yong-sam      | 1–2               | Dawit Poghosiani | 1–3 PP |
| Andrej Fašánek   | 1–5               | Ri Yong-sam      | 1–3 PP |
| Dawit Poghosiani | 5–1               | Andrej Fašánek   | 3–1 PP |

#### Grupa 4
| Zawodnik              | Walki | W | P | Punkty | Punkty techniczne |
| --------------------- | ----- | - | - | ------ | ----------------- |
| Terry Brands          | 2     | 2 | 0 | 7      | 14                |
| Chwitsa Polichronidis | 2     | 1 | 1 | 5      | 6                 |
| Abił Ibragimow        | 2     | 0 | 2 | 0      | 6                 |

|                       | Punkty techniczne |                       | Punkty |
| --------------------- | ----------------- | --------------------- | ------ |
| Abił Ibragimow        | 6–5               | Chwitsa Polichronidis | 0–4 TO |
| Terry Brands          | 6–0               | Abił Ibragimow        | 4–0 TO |
| Chwitsa Polichronidis | 1–8               | Terry Brands          | 1–3 PP |

#### Grupa 5
| Zawodnik           | Walki | W | P | Punkty | Punkty techniczne |
| ------------------ | ----- | - | - | ------ | ----------------- |
| Damir Zachartdinow | 3     | 2 | 1 | 8      | 9                 |
| Murad Ramazanow    | 3     | 2 | 1 | 7      | 4                 |
| Octavian Cuciuc    | 3     | 1 | 2 | 4      | 5                 |
| Harun Doğan        | 3     | 1 | 2 | 3      | 6                 |

|                 | Punkty techniczne |                    | Punkty |
| --------------- | ----------------- | ------------------ | ------ |
| Octavian Cuciuc | 2–6               | Harun Doğan        | 1–3 PP |
| Murad Ramazanow | 4–1               | Damir Zachartdinow | 3–1 PP |
| Octavian Cuciuc | 3–0               | Murad Ramazanow    | 3–0 PO |
| Harun Doğan     | 0–3               | Damir Zachartdinow | 0–3 PO |
| Octavian Cuciuc | 0–5               | Damir Zachartdinow | 0–4 TO |
| Harun Doğan     | WO                | Murad Ramazanow    | 0–4 EF |

#### Grupa 6
| Zawodnik         | Walki | W | P | Punkty | Punkty techniczne |
| ---------------- | ----- | - | - | ------ | ----------------- |
| Jewhen Busłowycz | 3     | 3 | 0 | 9      | 16                |
| Martin Berberian | 3     | 2 | 1 | 9      | 26                |
| Arif Abdullayev  | 3     | 1 | 2 | 5      | 14                |
| Othmar Kuhner    | 3     | 0 | 3 | 3      | 8                 |

|                  | Punkty techniczne |                  | Punkty |
| ---------------- | ----------------- | ---------------- | ------ |
| Othmar Kuhner    | 5–8               | Arif Abdullayev  | 1–3 PP |
| Martin Berberian | 1–5               | Jewhen Busłowycz | 1–3 PP |
| Othmar Kuhner    | 2–14              | Martin Berberian | 1–4 SP |
| Arif Abdullayev  | 5–7               | Jewhen Busłowycz | 1–3 PP |
| Othmar Kuhner    | 1–4               | Jewhen Busłowycz | 1–3 PP |
| Arif Abdullayev  | 1–11              | Martin Berberian | 1–4 SP |

### Runda finałowa
|  | Ćwierćfinały              | Ćwierćfinały              | Ćwierćfinały |  |  | Półfinały          | Półfinały          | Półfinały        |   |               | Finał              | Finał              | Finał       |
|  |                           |                           |              |  |  |                    |                    |                  |   |               |                    |                    |             |
|  | Alireza Dabir             | Alireza Dabir             | 5            |  |  |                    |                    |                  |   |               |                    |                    |             |
|  | Ojuunbilegijn Pürewbaatar | Ojuunbilegijn Pürewbaatar | 2            |  |  | Alireza Dabir      | Alireza Dabir      | 6                |   |               |                    |                    |             |
|  | Dawit Poghosiani          | Dawit Poghosiani          | 2            |  |  | Terry Brands       | Terry Brands       | 4                |   |               |                    |                    |             |
|  | Terry Brands              | Terry Brands              | 4            |  |  |                    |                    |                  |   | Alireza Dabir | Alireza Dabir      | 3                  |             |
|  |                           |                           |              |  |  |                    | Jewhen Busłowycz   | Jewhen Busłowycz | 0 |               |                    |                    |             |
|  |                           |                           |              |  |  | Damir Zachartdinow | Damir Zachartdinow | 0                |   |               |                    |                    |             |
|  |                           |                           |              |  |  | Jewhen Busłowycz   | Jewhen Busłowycz   | 2                |   |               | o 3 miejsce        | o 3 miejsce        | o 3 miejsce |
|  |                           |                           |              |  |  |                    |                    |                  |   |               |                    |                    |             |
|  |                           |                           |              |  |  |                    |                    |                  |   |               | Terry Brands       | Terry Brands       | 3           |
|  |                           |                           |              |  |  |                    |                    |                  |   |               | Damir Zachartdinow | Damir Zachartdinow | 2           |

|  |                           |                           |   |
|  | o 5 miejsce               |                           |   |
|  |                           |                           |   |
|  |                           |                           |   |
|  |                           |                           |   |
|  | Ojuunbilegijn Pürewbaatar | Ojuunbilegijn Pürewbaatar | 6 |
|  | Ojuunbilegijn Pürewbaatar | Ojuunbilegijn Pürewbaatar | 6 |
|  | Dawit Poghosiani          | Dawit Poghosiani          | 0 |
|  | Dawit Poghosiani          | Dawit Poghosiani          | 0 |
|  |                           |                           |   |